# Leiopodus lacertinus
Leiopodus lacertinus är en biart som beskrevs av Smith 1854. Leiopodus lacertinus ingår i släktet Leiopodus och familjen långtungebin. Inga underarter finns listade i Catalogue of Life.